# Agenor Maria Gołuchowski
Agenor Maria Adam Gołuchowski (n. 25 martie 1849, Lemberg, Regatul Galiției și Lodomeriei, Imperiul Austriac – d. 28 martie 1921, Lwów, Lwów Voivodeship⁠(d), Polonia) a fost un conte polonezo-austriac, om politic și ministru de externe imperial și regal al Austro-Ungariei din 1895 până în 1906. Cum avea același nume cu tatăl său, i s-a spus și Agenor Gołuchowski cel tânăr.